# Confederations Cup 1999
Confederations Cup 1999 var den 4. udgave af fodboldturneringen Confederations Cup, og blev afholdt i Mexico fra 25. juli til 4. august 1999. Det var den første udgave af turneringen til ikke at blive afholdt i Saudi-Arabien, og samtidig den første hvor turneringen var fordelt ud på flere byer og stadioner.
Turneringen havde deltagelse af otte lande, fordelt på alle FIFA's konfederationer. De mexicanske værter vandt selv turneringen, efter i finalen at have besejret Brasilien med 4-3. Det var Mexicos første sejr i turneringen.

## Deltagende lande
| Hold          | Fodboldforbund | Kvalificeret som                                  | Antal deltagelser |
| ------------- | -------------- | ------------------------------------------------- | ----------------- |
| Mexico        | CONCACAF       | Arrangører og vindere af CONCACAF Gold Cup i 1998 | 3. deltagelse     |
| Brasilien     | CONMEBOL       | Vinder af Copa América 1997                       | 2. deltagelse     |
| Saudi-Arabien | AFC            | Vinder af AFC Asian Cup 1996                      | 4. deltagelse     |
| Egypten       | CAF            | Vinder af African Nations Cup 1998                | 1. deltagelse     |
| Tyskland      | UEFA           | Vinder af EM 1996                                 | 1. deltagelse     |
| Bolivia       | CONMEBOL       | Nr. 2 ved Copa América 1997                       | 1. deltagelse     |
| USA           | CONCACAF       | Nr. 2 ved CONCACAF Gold Cup 1998                  | 2. deltagelse     |
| New Zealand   | OFC            | Vinder af OFC Nations Cup 1998                    | 1. deltagelse     |

## Spillesteder
For første gang nogensinde blev Confederations Cup afholdt på flere stadions i flere byer. I alt udvalgte de mexicanske arrangører to spillesteder til turneringen:
| Mexico City        | Guadalajara       |
| ------------------ | ----------------- |
| Estadio Aztaca     | Estadio Jalisco   |
| Kapacitet: 115.000 | Kapacitet: 66.700 |
| Estadio Aztaca     |                   |

## Turneringen

### Turneringsform
De otte deltagende lande blev fordelt i to puljer med fire hold i hver, hvoraf de to øverst placerede i hver avancerede til semifinalerne. De to semifinalevindere mødtes i finalen, mens de to tabere spillede kampen om tredjepladsen.

### Gruppe A
| Dato     | Kamp                    | Res. | Sted        |
| -------- | ----------------------- | ---- | ----------- |
| 25. juli | Bolivia – Egypten       | 2-2  | Mexico City |
| 25. juli | Mexico – Saudi-Arabien  | 5-1  | Mexico City |
| 27. juli | Saudi-Arabien – Bolivia | 0-0  | Mexico City |
| 27. juli | Mexico – Egypten        | 2-2  | Mexico City |
| 29. juli | Egypten – Saudi-Arabien | 1-5  | Mexico City |
| 29. juli | Mexico – Bolivia        | 1-0  | Mexico City |

| Stilling      | Kampe | Mål | Point |
| ------------- | ----- | --- | ----- |
| Mexico        | 3     | 8-3 | 7     |
| Saudi-Arabien | 3     | 6-6 | 4     |
| Bolivia       | 3     | 2-3 | 2     |
| Egypten       | 3     | 5-9 | 2     |

### Gruppe B
| Dato     | Kamp                    | Res. | Sted        |
| -------- | ----------------------- | ---- | ----------- |
| 24. juli | Brasilien – Tyskland    | 4-0  | Guadalajara |
| 24. juli | New Zealand – USA       | 1-2  | Guadalajara |
| 28. juli | Tyskland – New Zealand  | 2-0  | Guadalajara |
| 28. juli | Brasilien – USA         | 1-0  | Guadalajara |
| 30. juli | USA – Tyskland          | 2-0  | Guadalajara |
| 30. juli | New Zealand – Brasilien | 0-2  | Guadalajara |

| Stilling    | Kampe | Mål | Point |
| ----------- | ----- | --- | ----- |
| Brasilien   | 3     | 7-0 | 9     |
| USA         | 3     | 4-2 | 6     |
| Tyskland    | 3     | 2-6 | 3     |
| New Zealand | 3     | 1-6 | 0     |

### Semifinaler
| Dato      | Kamp                      | Res.        | Sted        |
| --------- | ------------------------- | ----------- | ----------- |
| 1. august | Mexico – USA              | 1-0 (e.fs.) | Mexico City |
| 1. august | Brasilien – Saudi-Arabien | 8-2         | Guadalajara |

### Bronzekamp
| Dato      | Kamp                | Res. | Sted        |
| --------- | ------------------- | ---- | ----------- |
| 3. august | USA – Saudi-Arabien | 2-0  | Guadalajara |

### Finale
| Dato      | Kamp               | Res. | Sted        |
| --------- | ------------------ | ---- | ----------- |
| 4. august | Mexico – Brasilien | 4-3  | Mexico City |

## Målscorere
6 mål
- Cuauhtémoc Blanco
- Marzouq Al-Otaibi
- Ronaldinho

4 mål
- Alex

3 mål
- José Manuel Abundis
- Zé Roberto